# Vedretta di Lares
La vedretta di Lares (o ghiacciaio di Lares) è un ghiacciaio che si trova in Trentino-Alto Adige al confine con la Lombardia.
Si trova sul versante nord-est del gruppo dell'Adamello in territorio trentino, il punto più elevato è a pochi metri sotto la cima del Carè Alto (3465 m) e scende fino a circa 2600 m in prossimità del lago di Lares. Rappresenta per dimensioni il terzo ghiacciaio del gruppo dell'Adamello dopo quello della Lobbia e del Mandrone; Dalle prime misurazioni di Payer e Richter degli inizi del 1800 ha subito una notevole riduzione areale, passando in 200 anni dai circa 1200 ha. , ai 600 ha. del 1960, ai 480 ha. del 2003 e ai 280 ha. del 2023. Dal suo ritiro sono nati nel corso degli anni ben tre laghi: Busa del Morto, Pozzoni e Lares il maggiore, liberato completamente dal ghiacciaio solo alla fine degli anni 80 del secolo scorso. Accessibile dal rifugio Carè Alto in circa 2 ore di cammino, oppure più faticosamente dal fondo della val di Genova in 5 ore fino al lago di Lares